# Советская улица (Малаховка)
Сове́тская у́лица, ранее Петропа́вловская у́лица — улица в рабочем посёлке Малаховка (Люберецкий район).

## История
Ранее Советская улица была частью дороги к Удельной. В 1902 году на улице было начато строительство Петропавловского храма, а уже в 1910 оно было окончено. В 1911 году на Советской улице открыли Летний Театр и провели конку. Предполагается, что конка была организована Соколовыми и содержалась за их счет. В 1914 году, после начала войны, конка была ликвидирована из-за необходимости использования рельсов для военных целей. В советское время в храме запретили колокольный звон, а потом его и вовсе закрыли. В 1992 году церковь постепенно была восстановлена.